# Épineuil-le-Fleuriel
Épineuil-le-Fleuriel ist eine französische Gemeinde mit 447 Einwohnern (Stand: 1. Januar 2022) im Département Cher in der Region Centre-Val de Loire; sie gehört zum Arrondissement Saint-Amand-Montrond und zum Kanton Châteaumeillant. Die Einwohner werden Épineuillois genannt.

## Geographie
Épineuil-le-Fleuriel liegt etwa 65 Kilometer südlich von Bourges. Im Osten der Gemeinde verläuft der Canal de Berry. Der Fluss Cher begrenzt die Gemeinde im Osten, im Nordwesten entspringt das Flüsschen Chadet. Umgeben wird Épineuil-le-Fleuriel von den Nachbargemeinden Saulzais-le-Potier im Norden und Nordwesten, La Celette im Norden, Meaulne im Osten und Nordosten, Vallon-en-Sully im Süden und Südosten, Saint-Vitte im Südwesten sowie Vesdun im Westen.
Durch die Gemeinde führt die Autoroute A71.

## Bevölkerungsentwicklung
| Jahr                       | 1962 | 1968 | 1975 | 1982 | 1990 | 1999 | 2006 | 2018 |
| Einwohner                  | 729  | 681  | 578  | 551  | 478  | 414  | 448  | 436  |
| Quellen: Cassini und INSEE |      |      |      |      |      |      |      |      |

## Sehenswürdigkeiten
- Kirche Saint-Martin aus dem 12./13. Jahrhundert, Monument historique
- Reste einer Turmhügelburg (Motte)
- Schloss Cornançay aus dem 18. Jahrhundert, Monument historique seit 1994
- Canal de Berry mit seiner Doppelschleuse
- Schule Le Grand Meaulnes aus dem 19. Jahrhundert, Monument historique seit 1972

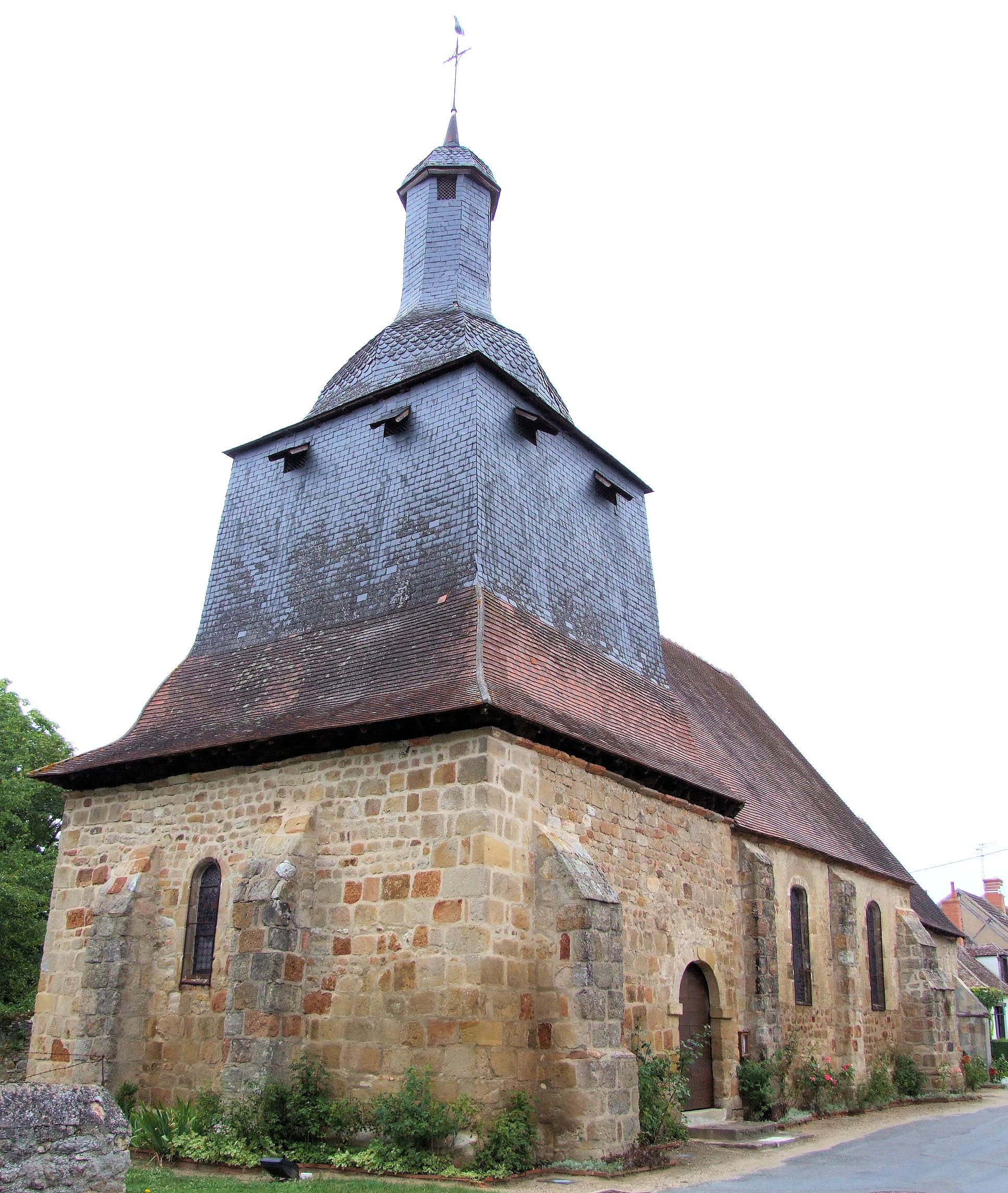
Kirche Saint-Martin

## Persönlichkeiten
- Alain-Fournier (1886–1914), Schriftsteller